# Kid vs. Kat vs. Christmas
"Kid vs. Kat vs. Christmas" é o vigésimo sexto episódio da 1a temporada do seriado de animação Kid vs. Kat. Foi exibido originalmente na YTV em 30 de novembro de 2009, e no Disney XD Brasil estreou no dia 25 de dezembro de 2009 como o final da 1a temporada da série. Em Portugal, estreou no Disney Channel no dia 24 de dezembro de 2010. 

## Enredo
Coop tem esperanças de um Natal normal até o momento em que o Sr. Gato está constantemente lhe botando em grandes roubadas. Mais tarde, é revelado que o Sr. Gato realmente sente falta de sua família, e então ele resolve tentar voltar ao seu planeta natal. Coop e os avós de Millie são esperados para uma visita de Natal, mas muitos problemas levam-os a chegarem atrasados.